# MessagePack
MessagePack est un format d'échange de données informatique. C'est un format binaire qui permet de représenter les structures de données simples comme les tableaux et les tableaux associatifs. MessagePack a pour objectif d'être le plus compact et le plus simple possible. L'implémentation officielle est disponible dans de nombreux langages tels que C, C++, C#, D, Erlang, Go, Haskell, Java, JavaScript, Lua, OCaml, Perl, PHP, Python, Ruby, Scala et Smalltalk.

MessagePack ne fait pas l'objet d'une RFC mais il est cité dans la rfc8949 couvrant CBOR qui est un autre format d'échange.